# Милошев венац
Милошев венац је културно–историјскa целина града Крагујевца који обухвата део средишњег градског подручја у којем се налазе најзначајније грађевине изграђене у време када је Крагујевац био прва престоница савремене српске државе од 1818. до 1841. године.
Компекс је добио име по кнезу Милошу Обреновићу који је Крагујевац прогласио за главни град тек ослобођене Србије. Најзначајније знаменитости су смештенена левој и десној страни реке Лепенице, чије обале у центру града повезују стари армирано – бетонски мостови, први те врсте у Србији. Центар нове престонице Србије развио се у облику елипсе. Ту су настале прве државне грађевине: двор са конацима, црква, арсенал, затвор или „апс”, касарне, „шпитаљ”, апотека, Гимназија, Лицеј, Театар... 
Дворски комплекс није сачуван. Кнежев конак је срушен 1941. године током бомбардовања (у то време је био Официрски дом), а много пре њега изгорео је и Шарени конак (Љубичин конак) и срушене су војне бараке.
Данас су очувани поједини објекти изграђени од друге половине 19. до почетка 20. века, који као посебне целине представљају непокретна културна добра као споменици културе:
- Амиџин конак
- Стара (придворна) црква
- Зграда Старе скупштине
- Конак кнеза Михаила
- Зграда Прве крагујевачке гимназије
- Зграда Књажевског српског театра
- Зграда градске тржнице
- Зграда Старе Ливнице, као и
- Споменик палим Шумадинцима
- Мали парк